# Kaliumphenolat
Kaliumphenolat ist eine chemische Verbindung des Kaliums aus der Gruppe der Phenolate.

## Verwendung
Kaliumphenolat wird als Zwischenprodukt zur Herstellung anderer chemischer Verbindungen und als antimikrobieller Wirkstoff in Kosmetika verwendet.